# Kamila Kramperová
Kamila Kramperová, křtěná Kamila Eleonora (16. června 1909 Brno - 21. března 1970), byla česká operní pěvkyně.

## Život
Kamila Kramperová se narodila v Brně v rodině tenoristy brněnského národního divadla Františka Krampery a jeho ženy Anny rodem Korotvičkové, rovněž operní pěvkyně.
V letech 1937–1939 působila jako sólistka v plzeňské opeře.